# Ludwig Engelhardt

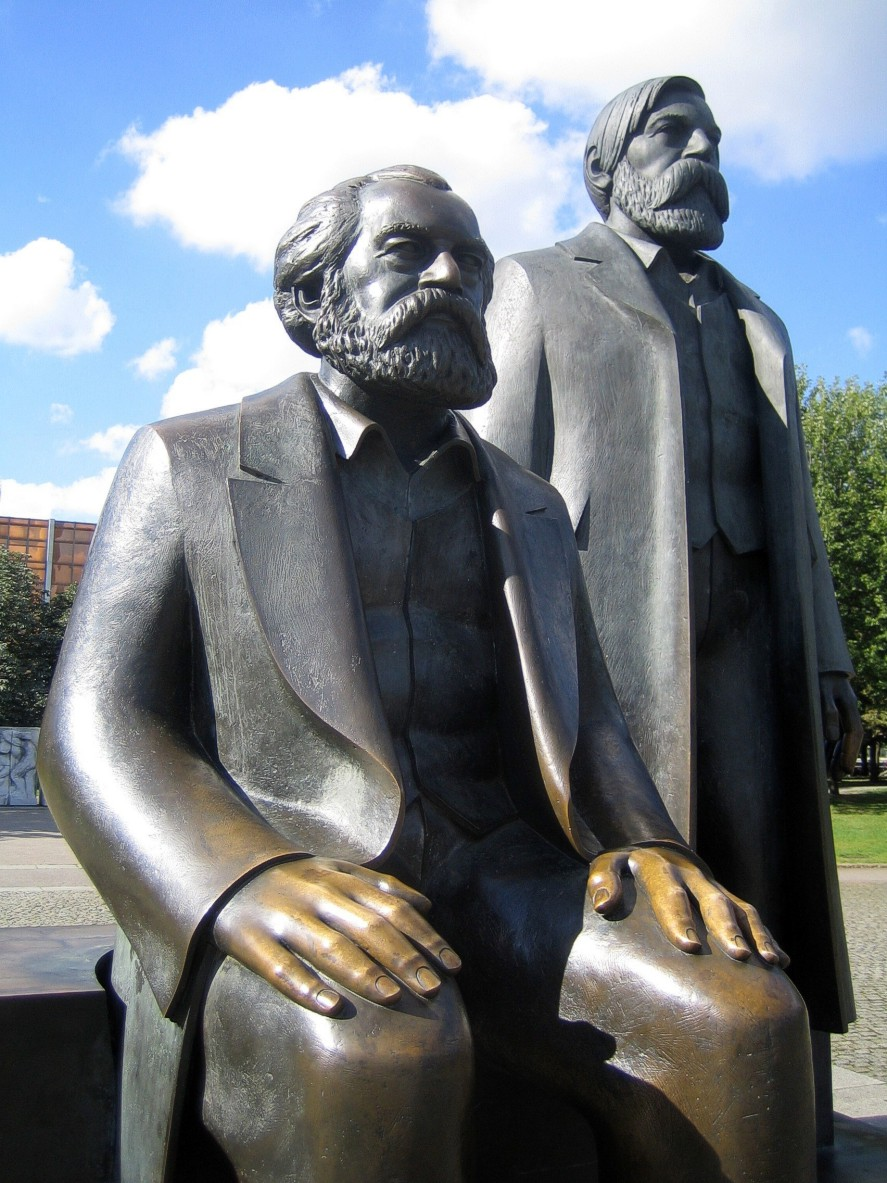
Bronzefiguren von Karl Marx und Friedrich Engels auf dem Marx-Engels-Forum in Berlin

Ludwig Engelhardt (* 18. August 1924 in Saalfeld/Saale; † 21. Januar 2001 auf Usedom) war ein deutscher Bildhauer.

## Biografie
Engelhardt wuchs in Saalfeld in einem kaufmännischen Elternhaus auf. Am 25. Januar 1943 beantragte er die Aufnahme in die NSDAP und wurde rückwirkend zum 1. September 1942 aufgenommen (Mitgliedsnummer 9.377.678). Er nahm als Angehöriger der Wehrmacht am Zweiten Weltkrieg teil und geriet 1945 als Leutnant in US-amerikanische Kriegsgefangenschaft. Nach seiner Entlassung in die Sowjetische Besatzungszone wurde er wegen seiner nationalsozialistischen Vergangenheit zur Zwangsarbeit in ein Lager im Kaukasus verbracht. Er kehrte 1948 nach Saalfeld zurück und machte eine Lehre als Möbeltischler. Von 1951 bis 1956 studierte er bei Heinrich Drake Plastik an der Kunsthochschule Berlin-Weißensee (KHS). Von 1957 bis 1959 war er an der Deutschen Akademie der Künste (DAK) Meisterschüler bei Heinrich Drake und von 1959 bis 1964 Assistent in der Abteilung Plastik der KHS.
Als Erkenntnis aus seiner politischen Entwicklung trat Engelhardt keiner Partei mehr bei.
Im Jahr 1969 wurde er Außerordentliches und 1972 Ordentliches Mitglied der DAK, von 1974 bis 1978 als Sekretär der Sektion Bildende Kunst. Zu seinen Meister-Schülerinnen und -Schülern gehörten u. a. Rolf Biebl, Monika Hellmuth-Claus, Emerita Pansowowa und Wieland Schmiedel.
Seit Mitte der 1960er Jahre lebte und arbeitete Engelhardt vorrangig in Gummlin auf Usedom, wo unter anderem im Jahr 1973 die Figurengruppe Karl Marx und Friedrich Engels für das Marx-Engels-Forum in Berlin-Mitte entstand. Im Zusammenhang mit der Realisierung dieses großen Staatsauftrags wurde er 1977 zum Leiter des Projekts Marx-Engels-Forum berufen. Die Aufstellung der Figurengruppe erfolgte erst 1986.
Engelhardt hatte in der DDR, in der Bundesrepublik und im Ausland eine bedeutende Zahl von Einzelausstellungen und Ausstellungsbeteiligungen, u. a. 1962/1963, 1967/1968, 1972/1973, 1977/1978 und 1987/1988 an der Fünften und VI. Deutsche Kunstausstellung und an der VII., VIII. und X. Kunstausstellung der DDR in Dresden und 1987 in Bonn, München und Mannheim an der Ausstellung „DDR-Bildhauerkunst“.

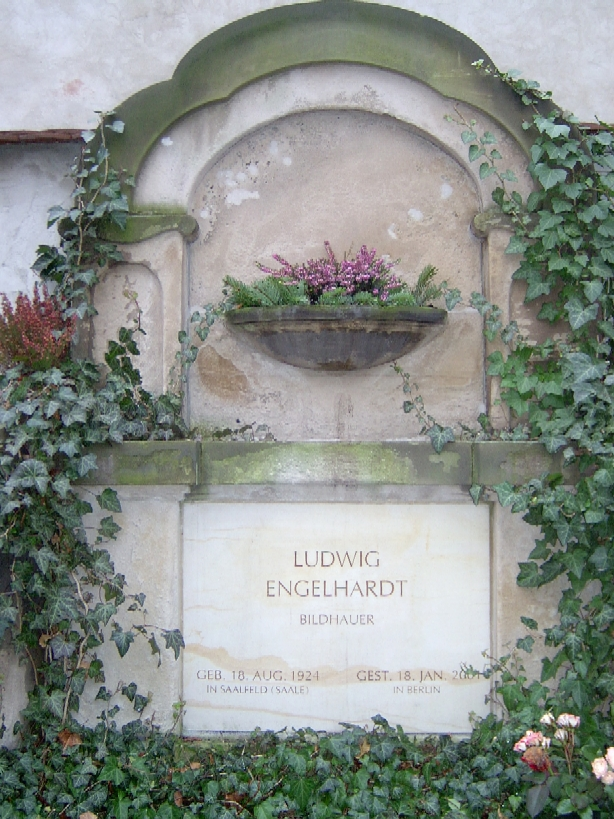
Grab von Ludwig Engelhardt auf dem Dorotheenstädtischen Friedhof in Berlin.

## Ehrungen
- 1971 und 1974: Kunstpreis der DDR
- 1976: Orden Banner der Arbeit
- 1986: Nationalpreis der DDR I. Klasse „für sein bildhauerisches Gesamtschaffen unter besonderer Würdigung seines Beitrages bei der Gestaltung des Marx-Engels-Forums Berlin.“

## Fotografische Darstellung Engelhardts
- Klaus und Barbara Morgenstern: Ludwig Engelhardt (1970; aus einer Serie von Fotografien)[5]